# 波崎の大タブ
波崎の大タブ（はさきのおおタブ）は、茨城県神栖市波崎の神善寺境内に生育するタブノキの巨木である。推定の樹齢は700年余、1000年以上、1500年以上の諸説があり、江戸時代に起こった大火や第2次世界大戦中の焼夷弾の難を逃れたことから、地元の人々から「火伏せの木」として信仰されている。茨城県内では最大であり、日本国内でも有数のタブノキの巨木として、1960年（昭和35年）に茨城県指定天然記念物、1990年（平成2年）には「新日本名木100選」に選定されている。

## 由来

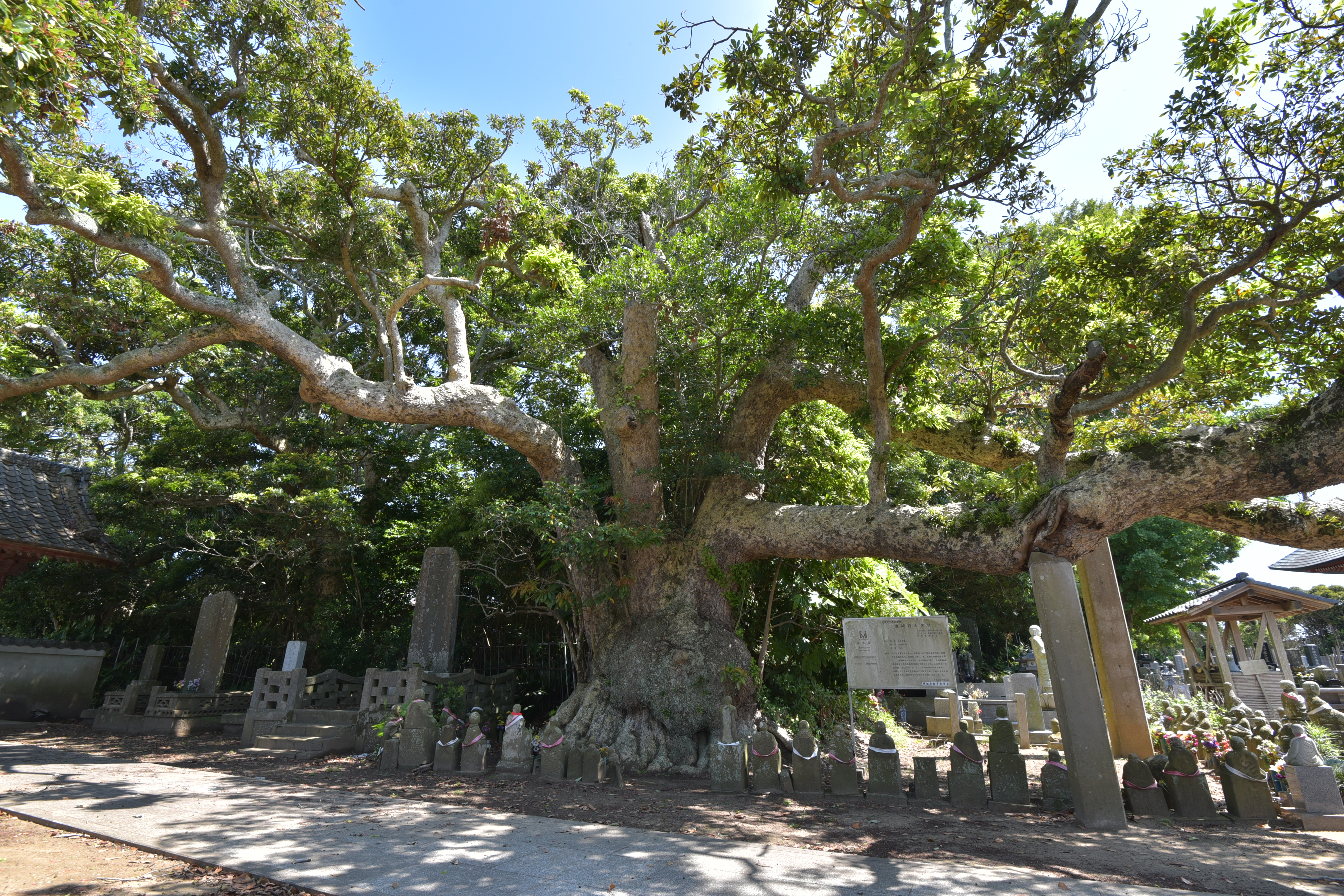
波崎の大タブ（2019年6月）

神善寺は、千葉県との県境近くの鹿島灘と利根川に挟まれた砂州状の地形に立地する。宗旨は真言宗智山派で、正式名称を「益田山相応院神善寺」という。寺の歴史は後冷泉天皇の治世である1056年（天喜4年）までさかのぼり、高野山から貞祐という僧侶がこの地に来て開山したと伝わっている。
境内に一歩入ると、大きなタブノキが枝を四方に広げている。この木が波崎の大タブで、主幹の根元付近に幅約2メートル、高さ約1メートルほどの大きなコブが盛り上がっている。2009年（平成20年）発行の『神様の木に会いに行く 神秘の巨樹・巨木・ご神木の聖地巡礼』によれば樹高13.5メートル、幹周は8.3メートルあり、高さ3メートル付近で幹が数本に枝分かれするため、枝張りは東西方向に30メートル、南北方向に20メートルを測る。推定の樹齢については、700年余、1000年以上、1500年以上の諸説がある。
地元の人々は、しばしばこの木を同じクスノキ科に属する「クス」と呼んでいる。江戸時代の天明年間（1781年-1789年）に、大火が発生して火の手が付近まで迫ってきたことがあった。延焼の危機をこの木が食い止めたため、人々は深く感謝して「火伏せの木」や「火伏せのクス」と呼ぶようになった。神善寺には家内安全や火魔退散を願う護摩をたく儀式が伝わり、信仰の対象となっている。
さらにこの木は、第2次世界大戦末期のアメリカ軍による空襲でも被害を受けなかった。当時を知る古老は、「焼夷弾は等間隔にきれいに落ちたが、まるでこの木を避けたようだった。不思議なこともあるもんです」と証言していた。
根元には、弘法大師の石像60体以上が木を取り囲むように置かれている。もともとは神善寺の境内に散在していた石像を第2次世界大戦前にここに集めたものといい、すべての石像が木を拝むようにその顔を幹に向けている。
波崎の大タブは、茨城県内では最大であり、日本国内でも有数のタブノキの巨木として、1960年（昭和35年）12月21日に茨城県指定天然記念物となった。1990年（平成2年）に開催された「国際花と緑の博覧会」に合わせて企画された「新日本名木100選」では、茨城県から取手市の「地蔵ケヤキ」（茨城県指定天然記念物）とともに選定されている。

## 交通アクセス
所在地
- 茨城県神栖市波崎3355 神善寺境内

交通
- JR東日本総武本線・銚子電気鉄道銚子駅からタクシーなど車で約15分[3]。
- 東関東自動車道潮来ICから車で約60分[3]。